# Nils Andersson (football)
Pour les articles homonymes, voir Nils Andersson et Andersson.
Nils Andersson (né le 10 mars 1887 à Göteborg en Suède et mort le 15 août 1947 à Los Angeles) est un footballeur international suédois, qui évoluait au poste de défenseur.

## Biographie

### Carrière en club
Avec l'IFK Göteborg, il remporte un titre de champion de Suède.

### Carrière en sélection
Avec l'équipe de Suède, il joue 5 matchs (pour aucun but inscrit) entre 1908 et 1909. 
Il joue son premier match en équipe nationale le 12 juillet 1908 en amical contre la Norvège et son dernier le 6 novembre 1909 en amical contre l'Angleterre.
Il figure dans le groupe des sélectionnés lors des Jeux olympiques de 1908. Il joue un match contre les Pays-Bas lors du tournoi olympique organisé à Londres.

## Palmarès
IFK Göteborg
- Championnat de Suède (1) :
  - Champion : 1908.
- Svenska Mästerskapet (1) : 
  - Vainqueur : 1908
- Kamratmästerskapen (1) : 
  - Vainqueur : 1909